# Усман ибн Абдуссалам Дагистани
Усман ибн Абдусалям ибн Абубакра ибн Абдусалям Дагистани (Медина, Османская империя — 11 ноября 1907, Медина, Османская империя) — муфтий ханафитского мазхаба в Медине.

## Биография
Родился в семье переселенцев из Дагестана. Его дед Абдусалам ибн Мухаммад амин ибн Шамсудин Дагестани переселился в Медину в 1727 году из селения Хунзах (Аварское ханство), ныне Хунзахский район Дагестана.
Считается одним из великих учёных (шейхов) Пресветлой Медины, высоко проявившим себя в нескольких науках — фикхе, тафсире, таухиде, а также поэзии и прозе. Кроме того, был мударрисом в мечети Пророка, а с 1877 года и имамом в ней. Он застал и время становления современного саудийского государства, был возвеличен его правителями и назначен муфтием ханафитского мазхаба в 1303 году, оставаясь им вплоть до 1901 года. Мухаммад Саид Дафтардар характеризовал его как человека совершенного нрава. 
Оставил много сочинений: двухтомник фетв, комментарии к «Муснаду» имама Ахмада, книгу «Сируль харф» и другие. 
Умер 4 шавваля 1325 года хиджры (11 ноября 1907).